# ري أو
ري أو (باليابانية: 王理恵؛ بالكانا: おう りえ) هي صحفية وتارينتو يابانية، ولدت في 1970 في طوكيو في اليابان.